# Mirko Kovač
Mirko Kovač (Servisch: Мирко Ковач) (Petrovići (Montenegro), 26 december 1938 – Rovinj (Kroatië), 19 augustus 2013) was een Joegoslavisch/Montenegrijns/Servisch/Kroatische schrijver. 
Hij werd geboren in het dorp Petrovići nabij Nikšić, dat toen behoorde tot het Koninkrijk Joegoslavië (tegenwoordig in Montenegro).
In het communistische Joegoslavië werden zijn romans en verhalen door de communistische censuur dikwijls veroordeeld en uit de handel en bibliotheken verwijderd vanwege hun "somber wereldbeeld" en "asociaal individualisme" dat niet strookte met de communistische ideologie. Dat was onder meer het geval met zijn eerste roman, Gubilište, verschenen in 1962 en met de verhalenbundel Rane Luke Meštrevića ("de wonden van Luka Meštrević). Daarmee won hij in 1971 de Milovan Glišićprijs, maar die werd hem in 1973 ontnomen en het werk werd uit de handel en uit de bibliotheken verwijderd. De film Lisice ("handboeien") uit 1970, waarvoor hij het scenario schreef, mocht aanvankelijk niet vertoond worden in Belgrado maar kreeg wel een prijs op het filmfestival van Pula in Kroatië.
Na het uiteenvallen van Joegoslavië werd Kovac, die in Belgrado woonde, een fel tegenstander van het nationalisme van Slobodan Milošević. Hij en zijn vrouw, een uit Kroatië afkomstige schilderes, werden lastiggevallen, kregen bedreigingen en moesten uitwijken naar Kroatië, waar ze zich vestigden in Rovinj aan de Adriatische kust.
Kovac rekende zichzelf zowel tot de Montenegrijnse, Servische, Kroatische als Bosnische literatuur. Naast romans en verhalen schreef hij toneel, essays en scenario's voor televisie en film. Hij kreeg diverse onderscheidingen, waaronder de Tucholskyprijs van de Zweedse PEN-club in 1993 en de Duitse Herder-Preis in 1995. Zijn roman Vrata od utrobe ("deuren van de baarmoeder") won de NIN-prijs voor beste Servische roman in 1978. 
De Kroatische krant Novi List noemde hem "een van de meest begaafde postmoderne schrijvers uit de Joegoslavische literatuur".